# Comuna Fîrlădeni, Căușeni
Comuna Fîrlădeni este o comună din raionul Căușeni, Republica Moldova. Este formată din satele Fîrlădeni (sat-reședință) și Fîrlădenii Noi.

## Demografie
Conform datelor recensământului din 2014, comuna are o populație de 4.406 locuitori. La recensământul din 2004 erau 4.860 de locuitori.

## Administrație și politică
Componența Consiliului local Fîrlădeni (13 consilieri), ales la 5 noiembrie 2023, este următoarea:
|  | Partid                                       | Consilieri | Componență | Componență | Componență | Componență | Componență |
|  | -------------------------------------------- | ---------- | ---------- | ---------- | ---------- | ---------- | ---------- |
|  | Partidul Liberal Democrat din Moldova        | 5          |            |            |            |            |            |
|  | Partidul Acțiune și Solidaritate             | 3          |            |            |            |            |            |
|  | Partidul Comuniștilor din Republica Moldova  | 1          |            |            |            |            |            |
|  | Coaliția pentru Unitate și Bunăstare         | 1          |            |            |            |            |            |
|  | Partidul Social Democrat European            | 1          |            |            |            |            |            |
|  | Partidul Socialiștilor din Republica Moldova | 1          |            |            |            |            |            |
|  | Candidat independent LILIA BURCA             | 1          |            |            |            |            |            |